# If You Tolerate This Your Children Will Be Next
«If You Tolerate This Your Children Will Be Next» es el quinto sencillo de This Is My Truth Tell Me Yours, álbum de la banda galesa Manic Street Preachers, lanzado y publicado el 24 de agosto de 1998.
La guerra civil española sirvió como fuente de inspiración para esta canción, que habla del idealismo de los voluntarios, quienes se alistaron en la Brigada Internacional para luchar contra el ejército sublevado que amenazaba la República y la democracia en España (1936-1939).
El título de la canción proviene de un cartel propagandístico utilizado por el bando republicano (ver imagen) para recibir apoyo internacional. En el cartel se presentaba la fotografía de un niño asesinado por el bando sublevado durante los bombardeos. La fotografía venía acompañada de un texto que decía "The "military" practice of the rebels" ("Las prácticas militares de los rebeldes" refiriéndose a los bombardeos masivos a las ciudades republicanas'), "If you tolerate this, your children will be next" (Si toleráis esto, vuestros hijos serán los siguientes).

## Lista de canciones

### CD1
1. «If You Tolerate This Your Children Will Be Next» - 4:51
2. «Prologue to History» - 4:44
3. Montana/Autumn/78 - 3:12

### CD2
1. «If You Tolerate This Your Children Will Be Next» - 4:50
2. «If You Tolerate This Your Children Will Be Next» (Massive Attack Remix) - 4:54
3. «If You Tolerate This Your Children Will Be Next» (David Holmes Remix) - 10:02

### MC
1. «If You Tolerate This Your Children Will Be Next»
2. Kevin Carter (Live At Manchester NYNEX, 24 May 1997)